# Eumastigonus distinctior
Eumastigonus distinctior är en mångfotingart som beskrevs av Chamberlin 1920. Eumastigonus distinctior ingår i släktet Eumastigonus och familjen Cambalidae. Inga underarter finns listade i Catalogue of Life.